# Spithridates (Satrap)
Spithridates (altgriechisch Σπιθριδάτης; † 334 v. Chr.) war ein hoher persischer Adliger und Statthalter im 4. vorchristlichen Jahrhundert.
Er dürfte der Sohn des Rhosakes, der im Jahr 344 v. Chr. als Satrap von Lydien und Ionien amtiert hatte, und ein Nachkomme einer jener Sieben gewesen sein, welche einst die Machtübernahme des Großkönigs Dareios I. unterstützt hatten. Spithridates selbst diente dem Großkönig Dareios III. als Satrap von Lydien und Ionien, wohl als Amtsnachfolger seines Vaters.
Als im Jahr 334 v. Chr. Alexander der Große seinen Asienfeldzug begann, schloss sich Spithridates, gemeinsam mit seinem jüngeren Bruder Rhoesakes, der Satrapenkoalition zur Abwehr der Invasion an. Er führte vierzig persische Elitekrieger in die Schlacht am Granikos, mit dem Ziel, Alexander zu töten. In einem Zweikampf wurde allerdings Spithridates von dem Eroberer mittels eines Speerwurfs getötet. Um seinen Tod zu rächen, nahm nun Rhoesakes den Kampf gegen Alexander auf, dem er einen Schwerthieb an den Helm zuführte. Als Rhoesakes zu einem zweiten tödlichen Hieb ausholte, wurde sein Schwertarm von dem makedonischen Krieger Kleitos vom Körper getrennt, und er starb darauf ebenso an seiner Verwundung. Die Zweikämpfe der Brüder gegen Alexander wurden einzig von Diodor berichtet, aber auch Arrian berichtete vom Tod des Spithridates am Granikos.
Lydien fiel an Alexander, der dort den General Asandros zu seinem Satrap ernannte.